# Język bagulalski
Język bagulalski (nazwy własne Kwantl hekua, Bagolal) – jeden z niewielkich języków kaukaskich, używany przez Bagulalów. Należy do języków andyjskich w zespole awaro-didojskim, tworzącym podgrupę wśród języków dagestańskich w grupie północno-wschodniej (nachsko-dagestańskiej) języków kaukaskich. Bagulalski jest blisko spokrewniony z językiem czamalalskim oraz tindyjskim.
Językiem bagulalskim posługuje się ludność w kilku niewielkich wioskach w dwóch południowodagestańskich okręgach, cumadyjskim oraz achwaskim.
Według danych z 2010 r. posługuje się nim 1450 osób.
Dane mówiące o liczbie osób posługujących się tym językiem są bardzo rozbieżne i niepewne, według statystyk w 1926 r. języka tego używało ok. 3 tys. osób. W późniejszym czasie Bagulalowie uznawani byli za odłam Awarów i tak też zapisywani podczas kolejnych spisów powszechnych. Informacje z lat późniejszych są wyłącznie szacunkowe i zależą od źródła. Dla przykładu, szacunki z roku 1962 mówiły o 5,5 tys. użytkowników języka bagulalskiego, dane podawane za rok 1967 r. oscylowały wokół liczby 4 tys., informacje z roku 1990 donosiły o ok. 2 tys. Bagulalów, natomiast według spisu powszechnego, przeprowadzonego na terenie Federacji Rosyjskiej w 2000 r. liczba osób posługujących się tym językiem wynosiła zaledwie 40 osób, z tego zaledwie 18 na obszarze Dagestanu. Porównanie danych statystycznych z różnych lat pozwala stwierdzić, iż użytkownicy bagulalskiego zostali najprawdopodobniej uznani za użytkowników innego języka kaukaskiego (andyjskiego, bądź też awarskiego), o ile, statystyki zostały przekłamane. Możliwe jest bowiem, iż w ciągu ostatnich lat doszło do pełnej asymilacji Bagulalów.
Język ten nie wykształcił piśmiennictwa. Jest używany wyłącznie w sytuacjach nieformalnych, w domu, wśród przyjaciół. W charakterze języka literackiego używany jest język awarski, jako największy język literacki Dagestanu. W powszechnym użyciu jest też język rosyjski. Bagulalski jest zdecydowanie zagrożony wymarciem, ze względu na dominację awarskiego i niewielką liczebność społeczności.
Bagulalski jest językiem ergatywnym. Posiada bardzo skomplikowaną deklinację (ze względu na znaczną liczbę przypadków) i względnie prostą koniugację. W słownictwie widoczne są wpływy języka tureckiego, arabskiego, awarskiego oraz rosyjskiego (najnowsze). Mimo iż język ten jest używany przez bardzo niewielką społeczność, wyróżnia się dwa główne dialekty, oraz kilka drobniejszych gwar lokalnych. Mieszkańcy każdej wsi, w której używa się bagulalskiego, praktycznie rzecz biorąc posługują się własną gwarą, nieco różniącą się od innych, co wobec braku jakiejkolwiek standaryzacji nie jest niczym dziwnym.
Studia nad językiem bagulalskim zapoczątkowały pod koniec XIX w. prace niemieckiego kaukazologa, Adolfa Dirra (1867–1930).